# День Фатті Джона
«День Фатті Джона» (англ. Fatty's Jonah Day) — американська короткометражна кінокомедія Роско Арбакла 1914 року.

## У ролях
- Роско «Товстун» Арбакл — Фатті
- Норма Ніколс — дівчина Фатті
- Аль Ст. Джон — суперник Фатті
- Френк Гейз — батько дівчини
- Тед Едвардс — поліцейський